# Dolichopus brevipennis
Dolichopus brevipennis är en tvåvingeart som beskrevs av Johann Wilhelm Meigen 1824. Dolichopus brevipennis ingår i släktet Dolichopus och familjen styltflugor. Arten är reproducerande i Sverige. Inga underarter finns listade i Catalogue of Life.